# العصر الذهبي للتلفاز
العصر الذهبي الأول للتلفاز هو عصر التلفاز في الولايات المتحدة الذي يتميز بعدد كبير من الإنتاجات الحية. تتميز هذه الفترة بشكل عام على أنها بدأت في عام 1947 مع الحلقة الأولى من مختارات الدراما المسرحية مسرح تلفاز كرافت وتنتهي في عام 1960 بالحلقة الأخيرة من بلاي هاوس 90(على الرغم من استمرار بعض عروض ونجوم العصر الذهبي بعد الستينيات). تبع العصر الذهبي عصر الشبكة، حيث تحول جمهور التلفاز وبرامجه إلى شبكات أقل أجرةً، وكلها تقريبًا مسجلة أو مصورة.

## قصور بدايات التلفاز
قبل عام 1928، كانت هناك بعض المحاولات في البرمجة التلفازية باستخدام عملية التلفاز الميكانيكية. أحد أول المسلسلات الذي صُنع خصيصًا للتلفاز والذي كان مستمرًا بشكل مستدام هو مسلسل جريمة القتل والغموض شبح التلفاز على قناة سي بي إس في الفترة من 1931 إلى 1933، والذي استمر طوال 19 شهرًا كانت فيها محطة التلفاز الرئيسية، ثم W2XAB، تبث برامجها على الهواء. يعني قصور التلفاز الميكانيكي بطبيعته أن هذه الإنتاجات كانت بدائية للغاية؛ على سبيل المثال، تألف شبح التلفاز بالكامل من مونولوج لمدة 15 دقيقة لممثل واحد، وكانت اللقطة المرئية الوحيدة هي رأس الممثل. بحلول الوقت الذي نضج فيه التلفاز الإلكتروني في أواخر الثلاثينيات، ظهرت بعض البرامج التجريبية الأكثر تنوعًا، بما في ذلك البرامج الرياضية الحية وبعض برامج الألعاب (مثل برنامج الاختبارات والعواقب على شبكة سي بي إس)؛ توقف بث معظم الخدمات التلفازية بداية من عام 1942 بسبب الحرب العالمية الثانية. مكنت فترة التطورات الجديدة في تكنولوجيا التلفاز التي امتدت لعقد من الزمن شركات البث من الاستعداد لنهاية الحرب، وسمح الازدهار الذي أعقب الحرب بزيادة شراء المستهلكين لأجهزة التلفاز.
اقتصرت عمليات البث التلفازي المبكرة على الإنتاجات الحية أو المصورة (أصبح أول نظام شريط فيديو عملي، أمبكس، متاحًا فقط في عام 1957). كان بث الأخبار والرياضة والأحداث الحية الأخرى يمثل تحديًا تقنيًا في الأيام الأولى للتلفاز والدراما الحية باستخدام كاميرات متعددة أمرًا صعبًا للغاية. قد تتطلب الدراما الحية التي تبلغ مدتها 90 دقيقة عشرات المجموعات والعديد من الكاميرات على الأقل. المجموعة الرئيسية والتغييرات الأخرى يجب أن تحدث أثناء الإعلانات التجارية، ولم تكن هناك فرص ثانية للتعديلات. عمل فريق التمثيل وطاقم الأداء مع إدراك أن ما يصل إلى 10 ملايين شخص كانوا يشاهدون البث التلفازي، ويشاهدون أي خطأ على الهواء مباشرة.
بعد اعتماد شريط الفيديو عام 1957، صُورت العديد من الأعمال الدرامية الحية مباشرة على شريط، وبقيت تحتفظ بشكل ومظهر تلفازي مباشر ولكنها قادرة على الاحتفاظ بالبرنامج لبثه لاحقًا والسماح بإمكانية إعادة الالتقاط (بقي الأمر نادرًا منذ بداية شريط الفيديو إذ يتطلب التعديل شفرة حلاقة ولا يُجرى إلا عند الضرورة القصوى).
في بريطانيا، منذ بداية البث التلفازي المنتظم في عام 1936 حتى الثمانينيات، صُورت المشاهد الداخلية للدراما التلفازية والعروض الكوميدية بكاميرات إلكترونية، بينما صُورت المشاهد الخارجية بكاميرات أفلام مقاس 16 ملم. جعل هذا الترتيب المشاهدين البريطانيين يميزون المظهر الحي بالمشاهد الداخلية وشكل الفيلم مع المشاهد الخارجية. في الولايات المتحدة وألمانيا الغربية، أنتِجت معظم العروض بالكامل إما في فيلم أو فيديو لتجنب الاختلاف في معدل عرض الإطارات. تجنبت معظم الدول الأخرى اللقطات الخارجية للإنتاج التلفازي بقدر ما تستطيع حتى أصبحت كاميرات الفيديو المحمولة متاحة.
بحلول أوائل الستينيات، كان لدى حوالي 90% من الأسر الأمريكية جهاز تلفاز، وقد تغيرت أدوار التلفاز والراديو بشكل كبير. نجا الراديو إلى حد كبير من التقادم من خلال اختراع راديو الترانزستور الأكثر قابلية للنقل في الخمسينيات والارتفاع المتزامن لراديو إف إم عالي الدقة، بحيث أصبح الراديو في المقام الأول وسيطًا للموسيقى، بينما أصبحت البرمجة النصية مجالًا للتلفاز بالكامل.

## تطور الدراما التلفازية
قدمت الأيام الأولى للتلفاز مجموعة درامية مختارات مدتها ساعة، تلقى العديد منها إشادة من النقاد. تشمل الأمثلة مسرح تلفاز كرافت (ظهر لأول مرة في 7 مايو 1947)، مسرح شيفروليه (ظهر لأول مرة في 27 سبتمبر 1948)، مسرح التلفاز (ظهر لأول مرة في 4 ديسمبر 1947)، مسرح فيلكو بلاي هاوس التلفازي (ظهر لأول مرة في 3 أكتوبر 1948)، ويستينغهاوس (ظهر لأول مرة في 7 نوفمبر 1948)، وشو تايم (ظهر لأول مرة في 21 يناير 1949).
سيطرت الثقافة العالية على البرامج التلفازية للشبكات التجارية في الخمسينيات من القرن الماضي مع ظهور أول ظهور تلفازي ليونارد برنشتاين (على أومنيبس) وأرتورو توسكانيني، أول بث تلفازي من قاعة كارنيجي، أول بث مباشر لمسرحيات لشكسبير في الولايات المتحدة، أول بث تلفازي لباليه تشايكوفسكي الجميلة النائمة وكسارة البندق، وأول أوبرا مؤلفة خصيصًا للتلفاز، وأوبرا جيان كارلو مينوتي أمال وزوار الليل. بدأ برنامج بيل تلفون، وهو برنامج إذاعي على شبكة إن بي سي، عرضه التلفازي الذي يضم فنانين كلاسيكيين ومسرحيين. استخدمت الشبكات نقادًا للفن، ولا سيما ألين سارينن وبريان أودوهرتي، وهو الشيء الذي توقف في الغالب مع بداية عصر التلفاز الرقمي (كان جون ليونارد من شبكة سي بي إس هو الأخير ذو الأهمية).
كوسيلة جديدة، قدم التلفاز العديد من مفاهيم البرمجة المبتكرة، مثل البرامج الثقافية المتنوعة لأمنيبس التي ظهرت لأول مرة في 9 نوفمبر 1952، وفازت بـ 65 جائزة خلال مسيرتها حتى 16 أبريل 1961.
عرضت الدراما التلفازية في وقت الذروة كل من الإنتاجات الأصلية والكلاسيكية، بما في ذلك البث التلفازي الأول لبرامج والت ديزني، بالإضافة إلى البث التلفازي الأول لماري مارتن في بيتر بان، وكلاسيكية ساحر أوز ورودجرز وسندريلا هامرشتاين. كان أول عرض تلفازي لقصة جيمس بوند هو كازينو رويال، الذي تم بثه في عام 1954. كان النقاد والمشاهدون يتطلعون إلى عروض تليفزيونية جديدة من قبل بادي تشايفسكي، وهورتون فوت، وتاد موسيل، وريجينالد روز، ورود سيرلينج، وويليام تمبلتون، جور فيدال وآخرين. بعض العروض التلفازية، بما في ذلك اثنا عشر رجل غاضب ومارتي صُنعت للسينما وتلقت إشادة كبيرة.
أنتِج معظم هذه البرامج على دفعات من مختارات درامية حية، مثل فيلكو بلاي هاوس ومسرح كرافت التلفازي وبلاي هاوس 90. نسخ حية ومختصرة من المسرحيات مثل كراينو دي بيردج، مع أعضاء فريق التمثيل في إحياء برودواي عام 1946 عُرضت بانتظام خلال هذه الفترة. كان بلاي هاوس 90 أحد العروض الأخيرة من نوعها؛ بحلول أواخر الخمسينيات من القرن الماضي، كان إنتاج معظم التليفزيون الأمريكي ينتقل إلى هوليوود، والتي حملت بدورها ثقافة وحساسية متناقضة للعروض الموجودة في مدينة نيويورك، حيث نشأت معظم برامج العصر الذهبي.
يمكن تفسير هذا النهج الثقافي العالي للتلفاز على أنه نتاج عصره حيث كانت الشبكات مهتمة بالارتقاء الثقافي واعتبرته وسيلة للشرعية الثقافية على الوسط الجديد. حدث ارتفاع مماثل في أواخر التسعينيات إلى أوائل القرن الحادي والعشرين، عندما كانت الشبكات تتحول إلى البث عالي الوضوح. كان هذا هو الوقت الذي كلفت فيه قناة ديسكفري ديسكفري ببث أفلام وثائقية عالية الدقة عن الطبيعة والتاريخ، بينما أصدرت بي بي سي البرنامج الوثائقي كوكب الأرض. تزامن ذلك مع ظهور العصر الذهبي الجديد للتلفاز الذي ظهر في القرن الحادي والعشرين.